# Józef Kiełb
Józef Kiełb (ur. 24 grudnia 1931 w Przedborzu, zm. 17 czerwca 1987 w Warszawie) – polski dziennikarz i polityk, poseł na Sejm PRL IX kadencji.

## Życiorys
W 1960 ukończył studia na Uniwersytecie Warszawskim i uzyskał tytuł zawodowy magistra dziennikarstwa. Od 1960 dziennikarz w redakcji „Nowin Rzeszowskich”, od 1961 zastępca redaktora naczelnego „Głosu Koszalińskiego”. Od 1969 kierownik Oddziału Bałtyckiego „Chłopskiej Drogi” w Koszalinie. W 1960 wstąpił do Stowarzyszenia Dziennikarzy Polskich, a następnie do Stowarzyszenia Dziennikarzy PRL, w którym wchodził w skład prezydium zarządu głównego.
W 1959 został członkiem Polskiej Zjednoczonej Partii Robotniczej. W latach 80. zasiadał w krajowej Patriotycznego Ruchu Odrodzenia Narodowego, był też przewodniczącym rady wojewódzkiej PRON w Koszalinie.
W 1985 uzyskał mandat posła na Sejm PRL IX kadencji w okręgu Koszalin. Zasiadał w Komisji Ochrony Środowiska i Zasobów Naturalnych oraz w Komisji Rolnictwa, Leśnictwa i Gospodarki Żywnościowej. Podczas obrad Sejmu 17 czerwca 1987 zasłabł i zmarł po przewiezieniu do szpitala.
Trzykrotnie otrzymał I nagrodę Klubu Publicystów Rolnych SDP. Wyróżniony również nagrodą specjalną im. Tomasza Nocznickiego. Pośmiertnie odznaczony Krzyżem Komandorskim Orderu Odrodzenia Polski.
Pochowany na cmentarzu komunalnym w Koszalinie.